# 清风店战役
清风店战役是第二次国共内战时期中国人民解放军华北野战军在河北省定县清风店（今河北省定州市清风店镇）一带歼灭国民革命军第三军的战役。

## 历史
1947年9月15日东北秋季攻势开始。1947年10月上旬，蒋介石从华北国军抽调5个师增援东北。中央军委指示聂荣臻、杨得志发动徐水战役，强攻徐水县城，切断保定与北平交通，牵制华北国军增援东北战场。1947年10月4日，晋察冀军区司令员聂荣臻部署“围点打援”，以晋察冀野战军第二纵队的两个旅和三纵八旅1个团围攻徐水县城。国军获知了解放军将要再次向保北地区出击的情报。保定绥靖公署主任孙连仲向南京报告，寻求对策。10月6日，蒋介石在北平召开军事会议，召集北平行辕主任李宗仁、保定绥署主任孙连仲、各军师长共40余人共同商议对策。蒋认为保北地区机动兵力太少，准备从石门抽调兵力予以加强。但同时，蒋又认为石门十分重要，必须予以固守。蒋在召见驻石门的第三军军长罗厉戎时，一方面强调石门一定要坚守，另一方面要求第3军抽调1个师赶赴保定加强机动兵力。罗厉戎听后认为既要守石门，又要减少石门守军兵力，自告奋勇要求带部队前往保定。 
10月11日夜，晋察冀军民开始行动，向保定以北的铁路和公路展开全线破击。12日晨，该处铁路和公路全部中断，且在破击中进一步搞清楚了徐水等地的守敌情况。晋察冀野战军决心以2纵全力攻下徐水县城歼灭守敌，集中三纵和四纵打援。12日11时，各纵队按照命令开始行动。但攻击徐水的行动从一开始就不顺利，很快就陷入胶着状态。徐水守敌为1个步兵团加1个炮兵连，并构筑有完善的防御工事。二纵4、5旅于13日16时30分向徐水发起攻击。经一夜激战，4旅和5旅分别攻占了南关和北关，进逼城垣之下。14日发起总攻后，5旅的3个连和4旅10团一部曾经一度攻上城头，但因为第二梯队未能及时投入战斗，在国民党军猛烈反击下未能巩固住突破口，被迫放弃已占领阵地，总攻受挫。之后，为吸引援敌前来增援，这2个旅紧缩对徐水的包围并开始进行坑道作业。
第三十四集团军总司令李文指挥郑庭锋第九十四军2个师和段沄独立第95师各一部共6个团，在战车第3团的配合下，自高碑店、定兴经固城南下；袁朴第十六军2个师4个团由新城、霸县出发，经容城增援徐水，分别于第三纵队第8旅、第四纵队第10旅战斗。14日，晋察冀野战军第四纵队与三纵八旅同增援徐水的国民革命军5个师在徐水、容城之间形成对峙，无法实现分割、歼灭援敌。为了打破僵局，晋察冀野战军首长决定立即执行预定的向平汉铁路以西遂城、姚村地区转移的计划，准备诱敌西进趁其分散之际予以分割歼灭。17日黄昏，各部队开始按照这一方案开始行动。
10月16日孙连仲又从石家庄抽调罗历戎第三军军部率其起家部队第7师和第十六军第22师第66团、保定新二军自南向北攻击徐水。罗历戎部携带4天补给，于15日13时从石门出发，轻装向北急进，16日渡过滹沱河，17日北进到达新乐附近，至此一连3天行军都未被共军察觉。
17日共军获悉第三军从石门出发向保定开进的情报。当时正在完县开会的晋察冀军区司令员兼政委聂荣臻得知这一情报后，于17日下午电告晋察冀野战军指挥员：“石门敌七师并六十六团由罗厉戎率领于昨（十六日）晚渡河北进，当晚停止于正定东北之蒲城一带。今（十七日）续向北进，上午在拐角铺一带休息。”聂荣臻命令晋察冀野战军主力急速南下歼灭第三军“勿失良机”，并告知晋察冀野战军指挥机关“已令冀晋、冀中用一切努力滞阻该敌”。正从容城东马村向西行进的晋察冀野战军指挥部接到情报和电令后（当时，指挥部电台还留在原地，情报是由电台接收后骑兵通信员送来的），立即决定改变原定西进诱敌计划，决心抓住罗厉戎孤军深入我解放区北上的有利时机将其歼灭。杨得志等指挥员估计罗厉戎部在我地方武装的袭扰下，行进速度不会很快，我军可以利用这一有利态势将其歼灭于方顺桥以南地区。而一旦罗厉戎部越过方顺桥，我军就难以将其与保定驻军割裂开来进而将其歼灭。当时北上的国民党第三军距方顺桥只有45km，我军从徐水北面绕过保定赶到方顺桥的距离最近的也有75km，最远的达125km。17日18时，晋察冀野战军下达作战命令：以第二纵队司令员陈正湘指挥第5旅、第三纵第7旅、第8旅和冀中独7旅，在徐水地区坚决阻击南下增援的国军李文指挥第九十四军、第十六军和独立第95师共5个师10个团，即保北阻击战；杨得志率四纵队全部、二纵队（欠第五旅）和三纵的第九旅共6个旅于18日至19日南下绕过保定24小时徒步行军250里赶到方顺桥预定地域堵击围歼罗历戎部。部队到达打前站预定的村庄后就可以立即取食，完全不用再自己花费时间做饭。同时，晋察冀军区命令独8旅和冀晋、冀中军区部队以及广大民兵，袭扰迟滞第三军。
南下各部队在西进行军中得到命令后，立即调转方向。杨得志在回忆录中写：“大路上每隔五十公尺左右就有一口大缸，缸里分别装的是开水、带枣的小米稀饭、加了糖的玉米面粥。为了保温，有些大缸的外面包上了厚厚的棉被。……缸与缸之间是临时架起的锅灶。锅里贴着当地老乡爱吃的玉米饼子。”18日晨，先头部队从东西两面绕过保定，克服疲劳昼夜连续强行军，于19日零时前后提前4～6小时先后到达指定地区。其中，4纵到达望都以东的阳城镇地区，3纵9旅和2纵6旅到达方顺桥以东、以南地区。后被调动南下的2纵4旅于19日到达温仁西南地区。到达预定地区后，我军虽然遮断了敌第三军北上的通路，但并没有与敌军遭遇。野战军立即决心继续向西南方向攻击前进，将预定战场推进到离保定更远的地方。
罗厉戎率领的第三军在独8旅和地方武装的袭扰阻击下前进迟缓，18日晚到达定县宿营。第二天早8时继续北进，于15时到达清风店地区。此时，罗厉戎接到了配合其行动的飞机空投的信袋。信中说：“我们发现共军大批密集部队南来，距你们很近，请第三军急急作战斗准备。”罗厉戎阅后大惊，立即决定放弃在望都宿营的计划，将部队开往清风店及其以东的东南合（“合”字在当地读作“隔”）、西南合、高家佐等大小村庄内，构筑工事准备固守。同时，罗厉戎向保定绥署和北平行辕发电求援。
19日拂晓，第九十四军第43师向第八旅高林营防御阵地猛攻；下午第121师在坦克配合下，向独七旅北里、芦草湾防御阵地进攻。在“挡住敌人，保证保南决战胜利”的战役动员口号下，反复冲杀，白刃肉搏，于当日黄昏主动撤出徐水以北的防御阵地（第五旅亦撤出对徐水的围攻），转移到徐水以南贺寿营、黄土岗、十里铺、刘样店、史各庄地域进行防御。援军进入徐水城。10月19日17时共军在望都以南清风店开始与罗历戎部接触。随即对罗部进行迂回包围，第六、九旅分别进到北合、清风店附近地区；第十、十一旅分别进到于合营、大小瓦附近地区；第四旅及十二旅三十五团进到西南合以南地区；第十二旅主力进到东、西市邑地区，控制了唐河渡口，截断了敌退路；独八旅和3个民兵团在十二旅以东，唐河南岸小鹿庄、白堡、师村、齐堡一线布防。至20日2时，共军各部完成了对罗部的战役合围。
清风店战役扭转了华北战局。清风店战役后，1947年11月2日蒋介石电令胶东第一兵团司令官范汉杰：“张金廷第二军11月4日由高密出发，限11月12日前到达济南；如果届时石家庄未失守，则该军空运石家庄；如果已失守，则南运徐州，转运武汉（参加围攻大别山）。”11月5日晚，聂荣臻以三个纵队并6个独立旅10余万人攻坚石家庄。11月12日深夜，解放石家庄，守军第32师师长刘英被俘，将晋察冀和晋冀鲁豫两大解放区完全连成一片，为中国共产党把大本营移驻西柏坡并指挥辽沈、平津、淮海三大战役创造了有利条件。